# 큐브 제로
큐브 제로(Cube Zero)는 어니 바바라시(Ernie Barbarash) 감독의 2004년 캐나다의 공포 영화이다.

## 출연
- 재커리 베넷 (Zachary Bennett) - 윈
- 스테퍼니 무어 (Stephanie Moore) - 레인스
- 데이비드 허밴드(David Huband) - 도드
- 마틴 로치 (Martin Roach) - 하스켈